# Paa boulengeri
Paa boulengeri là một loài ếch trong họ Ranidae.
Loài này có ở Trung Quốc và có thể cả Việt Nam.
Các môi trường sống tự nhiên của chúng là các khu rừng ẩm ướt đất thấp nhiệt đới hoặc cận nhiệt đới, các khu rừng vùng núi ẩm nhiệt đới hoặc cận nhiệt đới, sông, và ao. Loài này đang bị đe dọa do mất môi trường sống.